# Világos község
Világos község (románul: Comuna Șiria) község Arad megyében, Romániában. Központja Világos, beosztott falvai Galsa, Muszka.

## Népessége
A 2011-es népszámlálás adatai alapján a község népessége 8103 fő volt.